# Chimarra cyclopica
Chimarra cyclopica là một loài Trichoptera trong họ Philopotamidae. Chúng phân bố ở miền Australasia.